# Adolphe-Théodore Brongniart
Adolphe Théodore Brongniart (París, 14 de gener de 1801 – íbid, 14 de febrer de 1876) va ser un metge, botànic i paleontòleg francès.

## Biografia
Adolphe Brongniart era fill del geòleg Alexandre Brongniart i net de l'arquitecte Alexandre-Théodore Brongniart. Va ser professor de medicina a la Sorbona.
El 1833 era professor de Botànica i de fisiologia vegetal al Jardin des plantes.
Histoire des végétaux fossiles (1828-1837). El 1827 publicà el primer treball sobre el desenvolupament del pol·len.
Fundà els Annales des Sciences Naturelles el 1824 amb Jean Victoire Audouin i Jean-Baptiste Dumas.

## Gèneres nomenats per Brongn
Ampelidaceae
- Leea Brongn.

Apiaceae
- Amni Brongn.

- Araceae

- Scaphispatha Brongn. ex Schott
- Taccarum Brongn. ex Schott
- Taccarum Brongn.

Araliaceae
- Myodocarpus Brongn. & Gris

Arecaceae
- Cyphokentia Brongn.
- Kentiopsis Brongn.

Brassicaceae
- Ethionema Brongn.

Bromeliaceae
- Aechmaea Brongn.
- Androlepis Brongn. ex Houllet
- Araeococcus Brongn.
- Echinostachys Brongn.
- Melinonia Brongn.
- Neumannia Brongn.
- Pepinia Brongn. ex André
- Pogospermum Brongn.

Bruniaceae
- Audouinia Brongn.
- Berardia Brongn.
- Berzelia Brongn.
- Raspalia Brongn.
- Thamnea Sol. ex Brongn.
- Tittmannia Brongn.

Campanulaceae
- Drobrowskia Brongn.

Capparaceae
- Courbonia Brongn.

Coniferae
- Pachylepis Brongn.

Cunoniaceae
- Pancheria Brongn. & Gris

Cyclanthaceae
- Ludovia Brongn.

Cyperaceae
- Becquerelia Brongn.
- Elaeocharis Brongn.
- Pleurostachys Brongn.

Dilleniaceae
- Trimorphandra Brongn. & Gris
- Dracaenaceae
- Anatis Sessé & Moc. ex Brongn.

Elaeocarpaceae
- Dubouzetia Pancher ex Brongn.
- Dubouzetia Pancher ex Brongn. & Griseb.

Epacridaceae
- Cyathopsis Brongn. & Gris

Ericaceae
- Scyphogyne Brongn. & Phillips
- Scyphogyne Brongn.

Euphorbiaceae
- Monotaxis Brongn.

Fabaceae
- Bartlingia Brongn.
- Chorosema Brongn.

Joinvilleaceae
- Joinvillea Gaudich. ex Brongn. & Gris

Lamiaceae
- Elschotzia Brongn.

Fabaceae
- Bartlingia Brongn.
- Chorosema Brongn.
- Coquebertia Brongn.
- Dorychnium Brongn.

Liliaceae
- Roulinia Brongn.
- Scleronema Brongn. & Gris
- Xeronema Brongn. & Gris

Lythraceae
- Cuphoea Brongn. ex Neumann

Malvaceae
- Kosteletskya Brongn.
- Lebretonnia Brongn.

Marantaceae
- Marantochloa Brongn. ex Gris

Myrtaceae
- Arillastrum Pancher ex Brongn. & Gris
- Bertholletia Brongn.
- Cloezia Brongn. & Gris
- Fremya Brongn. & Gris
- Piliocalyx Brongn. & Gris
- Pleurocalyptus Brongn. & Gris
- Salisia Pancher ex Brongn. & Gris
- Spermolepis Brongn. & Gris
- Tristaniopsis Brongn. & Gris
- Syzygium Brongn.

Nyctaginaceae
- Vieillardia Brongn. & Gris

Orchidaceae
- Decaisnea Brongn.
- Hexadesmia Brongn.
- Houlletia Brongn.
- Oxyanthera Brongn.

Pandanaceae
- Barrotia Brongn.

Parkeriaceae
- Ceratopteris Brongn.

Pittosporaceae
- Cheiranthera Brongn.
- Cheiranthera A.Cunn. ex Brongn.

Poaceae
- Androscepia Brongn.
- Anomochloa Brongn.
- Coelorachis Brongn.
- Garnotia Brongn.
- Lophatherum Brongn.

Primulaceae
- Asterolinion Brongn.

Proteaceae
- Garnieria Brongn. & Gris
- Kermadecia Brongn. & Gris

Rhamnaceae
- Colubrina Rich. ex Brongn.
- Colubrina Brongn.
- Retanilla Brongn.
- Sageretia Brongn.
- Scutia Comm. ex Brongn.
- Scutia (Comm. ex DC.) Brongn.
- Soulangia Brongn.
- Trichocephalus Brongn.
- Willemetia Brongn.

Rosaceae
- Hulthenia Brongn.

Rubiaceae
- Bikkiopsis Brongn. & Gris
- Grisia Brongn.

Scrophulariaceae
- Alonzoa Brongn.
- Freylenia Brongn.

Violaceae
- Agation Brongn.

Zamiaceae
- Ceratozamia Brongn.

## Obra
- "Essai d'une classification naturelle des champignons" (1825)
- "Mémoire sur la famille des rhamnées" (1826)
- " Prodrome d'une histoire des végétaux fossiles " París (1828)
- "Histoire des végétaux fossiles, ou recherches botaniques et géologiques sur les végétaux renfermés dans les diverses couches du globe" 1828-47, 2 vols.
- "Enumération des genres des plantes cultivées au Musée d'histoire naturelle de Paris" 1843, 2ª ed. 1850
- "Rapport sur les progrès de la botanique phytographique"Arxivat 2010-01-19 a Wayback Machine. 1868
- "Recherches sur les graines fossiles silicifiées" 1881. Editado después de su muerte

## Guardons
El 1841 rebé la Medalla Wollaston de la Geological Society of London.

### Eponímia
- (Lycopodiaceae) Urostachys brongniartii Herter ex Nessel & Hoehne[1]